# FDJ Nouvelle-Aquitaine Futuroscope/Saison 2018
Dieser Artikel beschreibt die Mannschaft und die Siege des Radsportteams FDJ Nouvelle-Aquitaine Futuroscope in der Saison 2018.

## Mannschaft
| Teamkader 2018    | Teamkader 2018    | Teamkader 2018 | Teamkader 2018                |
| Name              | Geburtsdatum      | Land           | Vorheriges Team               |
| ----------------- | ----------------- | -------------- | ----------------------------- |
| Charlotte Bravard | 12. Januar 1992   | Frankreich     | GSD Gestion (2012)            |
| Coralie Demay     | 10. Oktober 1992  | Frankreich     |                               |
| Eugénie Duval     | 3. Mai 1993       | Frankreich     |                               |
| Roxane Fournier   | 7. November 1991  | Frankreich     | ASPTT Dijon-Bourgogne (2011)  |
| Shara Gillow      | 23. Dezember 1987 | Australien     | Rabo Liv Women (2016)         |
| Maëlle Grossetête | 10. April 1998    | Frankreich     |                               |
| Victorie Guilman  | 25. März 1996     | Frankreich     | DN 17 Poitou-Charentes (2015) |
| Lauren Kitchen    | 21. November 1990 | Australien     | WM3 (2017)                    |
| Évita Muzic       | 26. Mai 1999      | Frankreich     | VC Morteau Montbenoit (2017)  |
| Greta Richioud    | 11. Oktober 1996  | Frankreich     |                               |
| Rozanne Slik      | 21. April 1991    | Niederlande    | Sunweb (2017)                 |
| Moniek Tenniglo   | 2. Mai 1988       | Niederlande    | WM3 (2017)                    |
|                   |                   |                |                               |
| Quelle: UCI       |                   |                |                               |

## Siege
| Siege    | Siege                                  | Siege       | Siege  | Siege          | Siege |
| Datum    | Rennen                                 | Staat       | Klasse | Siegerin       |       |
| -------- | -------------------------------------- | ----------- | ------ | -------------- | ----- |
| 1. Jun.  | Lotto Thüringen Ladies Tour, 5. Etappe | Deutschland | 2.1    | Rozanne Slik   |       |
| 23. Sep. | Grand Prix d'Isbergues                 | Frankreich  | 1.2    | Lauren Kitchen |       |